# グスタボ・セラティ
グスタボ・アドリアン・セラティ・クラーク（Gustavo Adrián Cerati Clark, 1959年8月11日 - 2014年9月4日）は、アルゼンチンのシンガーソングライター、ギタリスト、作曲家、音楽プロデューサー。ソロ活動でも、ソウダ・ステレオとしてのバンド活動においても、他のミュージシャン達の指標となるような音楽的成功を、ラテン・アメリカン・ロックやロック・エン・エスパニョールやイベロアメリカン・ロックの分野で収めた。ソウダ・ステレオは、1980年代と1990年代に最も成功したラテンアメリカ系ロックバンドの一つと言われるほどに成功し、アルゼンチン国内のみならず、ラテンアメリカ圏全域やそれ以外の世界各地でもコンサートが大入りになる人気ぶりであった。

## 脳卒中からの昏睡状態、そして死
2010年5月15日、ベネズエラのカラカスでのコンサートを行った後、グスタボ・セラティは脳卒中で倒れ、現地カラカスの病院に入院した。その後、脳内の血圧を下げる頭部手術が行われた。
2010年6月7日、セラティはブエノスアイレスの病院に移送されるが、昏睡状態に陥った。4年の昏睡状態の後、2014年9月4日朝、呼吸器不全により死亡した。55歳没。遺体はブエノスアイレスにあるアルゼンチン最大の墓地Cementerio de la Chacaritaに埋葬された。

## ディスコグラフィー

### ソロ
- Amor Amarillo (1993)[6]
- Bocanada (1999)
- Siempre es Hoy (2002)
- Ahí vamos (2006)
- Fuerza Natural (2009)

### コンセプト
- +Bien (Movie Soundtrack) (2001)
- 11 Episodios Sinfónicos (Live with Symphonic Orchestra) (2001)

### コラボレーション
- Colores Santos with Daniel Melero (1991)
- Colores Santos, the Remixes with Daniel Melero (1995)
- Plan V (1996) with Plan V
- Plan Black V Dog (1998) with Plan V
- Medida Universal (1999) with Ocio
- Insular [EP] (2000) with Ocio
- Roken (with Flavius E., Leandro Fresco) (only live presentations, no recordings exist) (2004)

### プロデューサー
- (1986) - Fricción
- Sueños en tránsito (1997) - ニコール
- Outlandos D'Americas: A Rock en Español Tribute to the Police (1998)
- Mar (2001) - レオ・ガルシア
- Héroes Antologia: 1986/1988 (2004) - Fricción
- Fijación Oral, Vol. 1 (2005) - シャキーラ
- Oral Fixation, Vol. 2 (2006) - シャキーラ
- Sale el Sol (2010) - シャキーラ[7]

### ゲスト
- Caifanes (1988) - Caifanes
- Pasto (1992) - Babasónicos
- Plastico (2001) - Los Calzones
- Vida Real (2004) - Acida
- Fan (2004) - Fernando Samalea
- Inconsciente Colectivo (2005) - Fabiana Cantilo
- Cuarto Creciente (2005)- レオ・ガルシア
- Easy (2006) - Wechsel Garland
- Mar Dulce (2007) - Bajofondo
- Avion (2008) - No lo Soporto
- "The Child Will Fly" (2008) - With ロジャー・ウォーターズ, シャキーラ, エリック・クラプトン, ペドロ・アスナール[8]